# Vùng hành chính Cordillera
Vùng hành chính Cordillera (CAR) là một vùng của Philippines. Vùng gồm có 6 tỉnh là Abra, Apayao, Benguet, Ifugao, Kalinga, và Mountain Province. Trung tâm của vùng là Thành phố Baguio. Vùng hành chính Cordillera bao gồm hầu hết khu vực Dãy núi Trung tâm Luzon, một dãy núi lớn nhất ở Philippines. Đây là vùng duy nhất không giáp biển của Philippines. Đây cũng là nơi sinh sống của nhiều bộ tộc bản địa. Dân số toàn vùng là 1.520.743 người. Các thứ tiếng được sử dụng lần lượt là tiếng Ilokano, tiếng Ibaloi, tiếng Kankanaey, tiếng Kalinga, tiếng Ifugao, tiếng Pangasinan.

## Hành chính
Vùng hành chính Cordillera gồm sáu tỉnh và một thành phố Quốc gia là Baguio. Diện tích của vùng là 19,294.
| Tỉnh | Tỉnh              | Thủ phủ     | Dân số (2007) | Diện tích (km²) | Mật độ (trên km²) |
| ---- | ----------------- | ----------- | ------------- | --------------- | ----------------- |
|      | Abra              | Bangued     | 230.953       | 3.975,6         | 58,1              |
|      | Apayao            | Kabugao     | 103.633       | 3.927,9         | 26,4              |
|      | Benguet           | La Trinidad | 372.533       | 2.599,4         | 143,3             |
|      | Ifugao            | Lagawe      | 180.711       | 2.517,8         | 71,8              |
|      | Kalinga           | Tabuk       | 182.326       | 3.119,7         | 58,4              |
|      | Mountain Province | Bontoc      | 148.661       | 2.097,3         | 70,9              |
|      |                   |             |               |                 |                   |
|      | Thành phố Baguio  | —           | 301.926       | 57,5            | 5.250,9           |

¹ Thành phố Baguio là Thành phố Đô thị hóa cao; không được tính vào tỉnh Benguet.

## Kinh tế

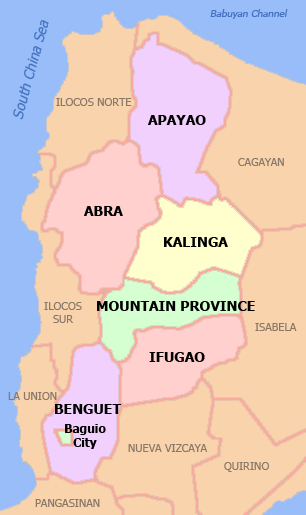
Bản đồ hành chính của Vùng

Cordillera có nhiều tài nguyên khoáng sản, trong đó có nhiều quặng kim loại như vàng, đồng, bạc, kẽm, và một số khoáng sản phi kim như cát, sỏi hay lưu huỳnh. Các mỏ khoáng sản được tìm thấy ở tất cả các tỉnh nhưng tập trung nhiều ở Benguet. Thành phố Baguio và La Trinidad ở Benguet được coi là các trung tâm kinh tế của vùng.